# Acanthinus selvaensis
Acanthinus selvaensis es una especie de coleóptero de la familia Anthicidae.

## Distribución geográfica
Habita en Perú.